# UFC Fight Night: Cannonier vs. Strickland
UFC Fight Night: Cannonier vs. Strickland (también conocido como UFC Fight Night 216, UFC on ESPN+ 74 y UFC Vegas 66) fue un evento de artes marciales mixtas producido por Ultimate Fighting Championship que tuvo lugar el 17 de diciembre de 2022 en las instalaciones del UFC Apex en Enterprise, Nevada, parte del área metropolitana de Las Vegas, Estados Unidos.

## Antecedentes
El combate de peso medio entre Jared Cannonier y Sean Strickland sirvió como evento principal. El combate estaba programado previamente para encabezar UFC Fight Night: Grasso vs. Araújo, pero fue cancelado después de que Strickland se retirara debido a una infección en el dedo.
Estaba previsto un combate de peso medio entre Bruno Silva y Albert Duraev. Sin embargo, Silva se retiró por lesión y fue sustituido por Michał Oleksiejczuk. A su vez, Duraev se vio obligado a retirarse por motivos no revelados y fue sustituido por Cody Brundage.
Se esperaba que Álex Pérez se enfrentara a Amir Albazi en el evento. Sin embargo, se retiró por motivos no revelados a finales de octubre y fue sustituido por Brandon Royval. A su vez, Royval se retiró de la convocatoria a finales de noviembre debido a una fractura de muñeca durante un entrenamiento y fue sustituido por Alessandro Costa.
Se esperaba un combate de peso semipesado entre Tafon Nchukwi y Jamal Pogues. Sin embargo, Pogues se retiró del combate por motivos no revelados y fue sustituido por Vitor Petrino. Nchukwi acabó retirándose él mismo día del combate por razones no reveladas y el combate se canceló.
Se esperaba que Michael Morales se enfrentara a Rinat Fakhretdinov en un combate de peso wélter. Sin embargo, Morales se retiró debido a una fractura en un dedo del pie. Fue sustituido por Bryan Battle.
Se esperaba un combate de peso medio entre Julian Márquez y Deron Winn. Sin embargo, sólo dos días antes del evento, Winn se vio obligado a retirarse tras desmayarse y caer por unas escaleras, sufriendo una conmoción cerebral menor. Como consecuencia, el combate se suspendió.
En el pesaje, Hayisaer Maheshate pesó 158.5 libras, dos libras y media por encima del límite de peso ligero. Su combate se celebró en el peso acordado y se le impuso una multa del 20% de su bolsa, que fue a parar a manos de su oponente Rafa García.

## Premios de bonificación
Los siguientes luchadores recibieron bonificaciones de $50000 dólares.
- Pelea de la Noche: Drew Dober vs. Bobby Green
- Actuación de la Noche: Alex Caceres y Michał Oleksiejczuk